# 호주흰따오기
호주흰따오기(Australian white ibis)는 따오기아과에 속하는 떠다니는 새이다. 오스트레일리아 전역에 널리 퍼져 있다. 주로 흰색 깃털을 가지고 있으며, 머리는 맨살이고, 머리는 검은색이며, 아래로 길게 구부러진 부리와 다리는 검은색이다. 이 새는 아프리카검은따오기와 밀접한 관련이 있지만, 호주흰따오기는 오스트레일리아 토종 새이다. 도시전설는 달리, 사람들이 오스트레일리아에 도입한 야생종은 아니며 이집트에서 온 것도 아니다.

## 묘사
호주흰따오기는 상당히 큰 따오기아과 종으로, 길이는 약 65~75cm이며 대머리 검은 머리와 목, 긴 검은 아래쪽 곡선 부리를 가지고 있으며 수컷은 16.7cm 이상, 암컷은 16.7cm 이하이다. 약간 무거운 수컷은 1.4~1.9kg의 암컷에 비해 1.7~2.5kg의 무게를 가지기 때문에 크기 면에서 성적 이형성이 있다.  비교 결과, 미국흰따오기는 일반적으로 1kg의 무게를 가진다. 몸 깃털은 흰색이지만 갈색으로 염색될 수 있다. 내부의 2차 깃털은 유황색 검은색 "꼬리" 깃털로 나타난다. 새가 번식할 때 위쪽 꼬리는 노란색이 된다. 다리와 발은 어둡고 날개 아래쪽에는 붉은 피부가 보인다. 미성숙한 새는 부리가 짧다. 머리와 목은 어린 개체에서 깃털을 가지고 있다.

## 분포
호주흰따오기는 오스트레일리아 동부, 북부 및 남서부에 널리 분포되어 있다. 이는 늪 습지대, 종종 개방된 초원 근처에서 발생하며, 울런공, 시드니, 퍼스, 골드코스트, 브리즈번, 타운즈빌 등의 도시 지역에 있는 오스트레일리아 동해안 도시 공원과 쓰레기 투기장에서 흔히 볼 수 있게 되었다. 역사적으로 도시 지역에서는 드물었는데, 1970년대 후반 가뭄으로 인해 새들이 동쪽으로 이동한 후 첫 방문이 이루어졌고, 시드니에서는 1980년대까지 번식 기록이 없었다.

### 도시 개체
이 종은 인간과 가까이 있을 때 두려움 반응을 줄이고, 호주검은머리따오기나 저어새와 같은 다른 밀접하게 관련된 종들이 재현하지 못한 전략인 인간 쓰레기를 포함하도록 식량 품목을 크게 확장함으로써 도시 지역을 식민지화할 수 있었다.
이 종의 최근 고도로 도시화되고 인간이 거주하는 개체군의 기원을 둘러싼 질문들은 시드니의 타롱가 동물원과 야생동물 공원을 포함한 여러 동물원과 야생동물 공원에서 자유롭게 날아다니는 새 무리를 설립하면서 복잡해지고 있다. 타롱가는 1971년경 처음으로 이 목적을 위해 새를 획득했다. 1973년 ABC TV 보고서에 따르면 타롱가의 "자유 무리"가 당시에는 도시 지역을 일시적으로 방문하고 번식하지 않는 것으로 알려진 자연 개체군과 달리 지역적으로 번식하고 있었다고 한다.

## 행동

### 먹이
호주흰따오기의 먹이 범위에는 육상 및 수생 무척추동물과 인간 찌꺼기가 모두 포함된다. 가장 인기 있는 먹이는 가재와 홍합으로, 이 새는 긴 부리로 땅을 파서 얻는다. 따오기는 또한 방어 독소를 분비하기 직전에 사탕수수두꺼비를 "휙휙" 먹어치운 다음 인근 수원에서 두꺼비를 씻어 먹는 것으로 관찰되었다. 연구자들은 이를 "여러 다른 지역에서 관찰되는" 학습된 행동이라고 불렀다. 과학자들은 이 독소가 대부분의 새에게 영향을 미친다고 생각하지는 않지만 새들이 "끔찍한" 맛 때문에 피하는 것으로 보고 있다.

### 번식
번식기는 오스트레일리아 내 위치에 따라 다르다. 일반적으로 남쪽에서는 8월에서 11월 사이에, 북쪽에서는 우기가 끝난 2월에서 5월 사이에. 둥지는 나무, 풀 또는 갈대로 이루어진 얕은 접시 모양의 플랫폼으로, 일반적으로 강, 늪, 호수와 같은 수역 근처에 위치해 있다. 따오기는 일반적으로 백로, 왜가리, 저어새 또는 가마우지와 같은 다른 물새 근처에 둥지를 꾼다. 65mm × 44mm 크기의 칙칙한 흰색 알 두세 개를 낳는다. 그런 다음 알무더기를 21~23일 동안 배양한다. 부화기는 출생 시 벌거벗고 무력하며 48일이 걸린다. 힐스빌 생츄어리의 야생 개체군을 대상으로 짝짓기 패턴을 광범위하게 연구한 결과, 일부 새들은 수년 내에 또는 그 사이에 동일한 둥지 파트너를 선택하는 반면 다른 새들은 정기적으로 파트너를 변경하는 것을 발견했다. 또한 짝을 이루는 교미도 많았다.